# 539

## Esdeveniments
- Milà (Itàlia): Els ostrogots de Vitigès recuperen la ciutat que els havien arrabassat els romans d'Orient de Belisari.
- Ravenna (Itàlia): El rei Vitigès ha de lliurar la ciutat al setge de Belisari. D'aquesta manera es recupera el control romà d'Orient i es crea l'Exarcat de Ravenna per a governar la regió.
- Alamània (Regne Franc): Els alamans rendeixen vassallatge als francs.

## Naixements
- Constantinoble: Flavi Tiberi Maurici, emperador romà d'Orient. (m. 602)
- Regne Franc: Khilperic I, rei de Nèustria. (m. 584)